# Vicksburg (Mississippi)
Vicksburg é uma cidade localizada no estado americano de Mississippi, no Condado de Warren.

## Demografia
Segundo o censo americano de 2000, a sua população era de 26 407 habitantes. Em 2006, foi estimada uma população de 25 740, um decréscimo de 667 (-2,5%).

## Geografia
De acordo com o United States Census Bureau tem uma área de
91,4 km², dos quais 85,2 km² cobertos por terra e 6,2 km² cobertos por água.

## Localidades na vizinhança
O diagrama seguinte representa as localidades num raio de 32 km ao redor de Vicksburg.